# 大村氏
大村氏は、武家・華族だった日本の氏族。戦国時代に肥前国彼杵郡を本拠とした戦国大名だった。江戸時代には肥前大村藩主となり、戊辰戦争で官軍として奮戦。維新後は華族となり当初子爵家だったが、後に維新の功により伯爵家に陞爵した。

## 経歴

### 戦国時代前
大村純前以前の大村氏の事跡は不確定な部分が多いが、藤原純友の孫藤原直澄が正暦5年（994年）に伊予国大州より肥前国彼杵郡大村に入部して大村氏を称したことに始まると称している。
しかし実際は、藤原直澄とは、本来は肥前国藤津荘の庄司で平正盛に討たれた平清澄の子・平直澄であり、先祖の汚名を雪ぐために藤原純友の末裔であると僭称したとされる。
忠澄の代に源頼朝に仕え、鎌倉時代に藤津、彼杵2郡の地頭職について在地掌握を強めた。大村家信が1289年（正応2年）に元寇の恩賞として肥前神崎荘の田地3町と屋敷を与えられており、このことから同氏が元寇に参戦していたことが分かる他、同氏が鎌倉御家人であった可能性も示されている。
南北朝時代には南朝方に属して在地領主間で争った。

### 戦国時代～安土桃山時代
1474年（文明6年）に有馬氏に追われたことで一時弱体化したが、1480年には旧領を回復し、大村純忠の代に彼杵郡を支配した。純忠は、1563年（永禄6年）に日本初のキリシタン大名となったことで名高く、長崎を開港し、また長崎およびその付近の茂木の領地をイエズス会へ寄進し、ローマ教皇に少年使節を派遣した。
しかし龍造寺氏との抗争が激化し、1580年（天正8年）に同氏の家臣に組み込まれ、居城からも退去させられたが、1584年（天正12年）の龍造寺隆信の敗死で再び彼杵の支配権を回復。
純忠の子大村喜前は豊臣秀吉の九州征伐に従軍し、それによって1587年（天正15年）に秀吉より2万7900石余の本領安堵の朱印を与えられた。その後喜前は秀吉のバテレン追放令に従って日蓮宗に改宗のうえキリシタンを厳しく弾圧するようになった。

### 江戸時代
1600年（慶長5年）の関ヶ原の戦いで東軍に付いて徳川家康より所領安堵され、彼杵郡2万7972石の大村藩主家として明治の廃藩置県まで続いた。
しかし1605年（慶長10年）に長崎が幕府直轄領にされ、代地の浦上と引き換えに長崎の外町と属邑を幕府に引き渡すことになった。南蛮貿易で大きな収入を得てきた大村氏にとっては大きな収入減となった。
幕末、最後の藩主大村純熈は長崎奉行に任じられ、長崎警固のため洋式軍制への軍制改革を押し進め、その変化の流れの中で藩内抗争が激しくなり、尊皇攘夷派が藩政を掌握し、薩長両藩と連合して討幕運動に参加した。

### 明治以降
明治元年（1868年）の戊辰戦争ではいち早く官軍に参加して大きな戦功をあげ、純熈は小諸侯としては破格の賞典禄3万石を下賜された。その後純熈は明治2年（1869年）の版籍奉還で大村藩知事に転じるとともに華族に列し、明治4年（1871年）の廃藩置県まで藩知事を務めた。
版籍奉還の際に定められた家禄は、現米で2306石。明治9年の金禄公債証書発行条例に基づき、家禄と賞典禄の代わりに支給された金禄公債の額は、27万5000円（華族受給者中24位）。当時の純熈の住居は東京市麻布区麻布市兵衛町。当時の家扶は山川前燿。
明治17年（1884年）の華族令施行により華族が五爵制になると、当時の当主純雄が旧小藩知事として子爵に叙されたが、1891年（明治24年）には先代純熈の維新の功をもって伯爵に陞爵した。純雄は貴族院の伯爵議員に当選して務めた。
また明治42年（1909年）には大村家の嫡流として生まれながら諸般の事情で家督できなかった大村武純（大村純顕三男）が大村伯爵家の分家華族として男爵に叙せられた。武純男爵の子である純英が純雄伯爵の養子に入って大村伯爵家を継いだ。彼は陸軍軍人として少将まで昇進し、日清日露で戦功をあげた。
昭和前期に大村伯爵家の邸宅は東京市品川区上大崎にあった。
大正時代の大村伯爵家本邸
- 外観
- 外観
- 邸内の一室